# NGC 2280
NGC 2280 este o emission-line galaxy⁠(d) situată în constelația Câinele Mare. A fost descoperită în 1 februarie 1837 de către John Herschel. Se află la o distanță de 26,79 de megaparseci de Pământ.